# Det sovande folket
Det sovande folket är en bok från 1993 författad av Fredrik Reinfeldt och utgiven av Moderata ungdomsförbundet. I boken, som gavs ut när 1990-talskrisen var som djupast, argumenterar Reinfeldt för ett övergivande av den generella välfärdspolitiken i Sverige, för kraftiga skattesänkningar och för ett tillbakarullande av statens åtaganden även i fråga om till exempel utbildning, lagstiftning, kultur och medier. På 124 sidor sammanfattar Reinfeldt sina visioner. Boken består av fem kapitel. I det första presenterar författaren en dystopisk bild av framtiden, i de följande det moderata handlingsprogrammet, dess implementering i det dagliga livet och de moraliska ståndpunkter de bygger på. Det sista kapitlet är ett ”exempel från verkligheten”. I sitt inledningsanförande på socialdemokraternas kongress 2009 rekommenderade partiordförande Mona Sahlin läsning av boken, inte som en bok att inspireras av utan för att förstå den borgerliga ideologin.
I Reinfeldts bok finns en formulering som emellanåt citeras: Svenskarna är mentalt handikappade och indoktrinerade att tro att politiker kan skapa och garantera välfärd.

## Dramatisering
2013 dramatiserades Det sovande folket av teatergruppen med samma namn och med Johanna Emanuelsson som dramaturg och dramatiker, och Jonathan Möller som regissör. Uppsättningen hade urpremiär den 9 augusti på Teater Alma i Stockholm. Uppsättningen fick stor uppmärksamhet och boken började återigen diskuteras på tidningarnas ledarsidor. Reinfeldt blev inbjuden av gruppen vid ett flertal gånger, varav en gång via ett öppet brev i Aftonbladet. Reinfeldt varken svarade på inbjudningarna eller dök upp på teatern.